# Илинские
Илинские (пол. Iliński herbu Lis) — польский графский и дворянский род, герба Лис, владевший в Подолии местечком Романовым.
Несмотря на претензию на происхождение от удельных князей переяславских, Илинские ведут свой род от Остафия Илинского, бывшего хорунжим речицким (1550).
С начала XVIII века Илинские были, почти наследственно, житомирскими старостами. Так в их числе был Ян-Каэтан Илинский. Сыновьями, которого были Генерал-инспектор польской кавалерии Януш Станислав Илинский и Генерал-инспектор польской кавалерии, вице-президент Апелляционного суда в Галиции и Лодомерии Иосиф-Август Иванович Илинский (1760—1844) в 1779 году, который получил от императрицы Марии-Терезии графский титул Королевства Галиции и Лодомерии; был действительным тайным советником и сенатором.
Высочайше утверждённым 7 июня 1859 года мнением Государственного совета сыновьям Иосифа-Августа Илинского — действительному статскому советнику, камергеру Янушу (1795—1860; позже — сенатору) и Генриху Илинским — дозволено пользоваться в России графским титулом.
Именным Высочайшим указом от 21 мая 1897 года потомственному дворянину Александру-Августу Иванову Илинскому предоставлено пользоваться, потомственно, в России титулом графа, признанным за отцом просителя Янушем Илинским.
Высочайше утверждённым 21 января 1902 года мнением Государственного совета племяннику графа Александра-Августа Илинского потомственному дворянину Александру-Максимилиану-Игнатию-Виктору-Адольфу Кашовскому дозволено присоединить к своей фамилии титул и фамилию дяди его и именоваться графом Илинским-Кашовским.
Род графов и дворян Илинских внесён в V и VI части родословной книги Волынской и Киевской губерний.
- Ильинский, Антоний Александр (1814—1861), известный также под именем Мехме́т Искенде́р Паша́ — польский, затем турецкий военный деятель.